# 前任3：再见前任
《前任3: 再見前任》（英語：The Ex-File 3: The Return of the Exes）是一部中國大陆愛情片，是由田羽生導演執導的《前任攻略》續集，也是本系列的第三部，但剧情与上两部并无关联，由韓庚、鄭愷、于文文、曾夢雪及罗米主演，於2017年12月29日在中國公映。

## 劇情
孟雲（韓庚 飾）和交往了五年的女友林佳（于文文 飾）的感情似乎進入了洞穴期，為了一點自己都記不清楚的小事情就嚷著要分手，而余飛（鄭愷 飾）以及丁點（曾夢雪 飾）努力維持著這兩人關係的同時，自己的感情似乎也受到考驗。孟雲兩人四處跑夜店在社群網路上張貼象徵自由的貼文，丁點兩人也不干示弱的四處玩樂。沒想到當林佳陷入了最低潮的同時，在同學會上遇見了學生時代喜歡她的王鑫（韓文亮 飾），孟雲會如何應對呢？

## 演員
| 角色 | 演員   | 大綱                                                                                         |
| ---- | ------ | -------------------------------------------------------------------------------------------- |
| 孟雲 | 韓庚   | 男主角，余飛的好友，頭腦好、較余飛穩重，與林佳交往五年；卻忙於剛起步的事業，疏忽了自己的愛人 |
| 余飛 | 鄭愷   | 男配角，孟雲的好友，喜歡四處把妹，有一個個性與自己相似的女友丁點                             |
| 林佳 | 于文文 | 女主角，丁點閨蜜，孟雲的女友，有點倔強、不擅低頭，五年來一直支持著孟雲創業                   |
| 丁點 | 曾夢雪 | 女配角，林佳閨蜜，余飛的女友，個性開朗活潑                                                   |
| 王梓 | 罗米   | 周總的外甥女；与孟云短暂恋爱                                                                 |
| 王鑫 | 韓文亮 | 林佳的高中同學                                                                               |
| 马狗 | 马乐   | 孟云、余飞的朋友                                                                             |
| 可儿 | 叶可儿 | 林佳、丁点的闺蜜                                                                             |
| 双刀 | 肖飞   |                                                                                              |

## 票房
《前任3：再见前任》上映10天票房就達到12.43億人民幣（約62億台幣），最終票房为19.41885亿元人民币。
| 上一届： 《芳华》(2017年末) | 2018年中国内地一周票房冠军 第1、2週 | 下一届： 《无问西东》 |

## 电影歌曲
| 曲序 | 曲目               |        | 作曲   | 演唱                         |
| ---- | ------------------ | ------ | ------ | ---------------------------- |
| 1.   | 说散就散（主题曲） | 张楚翘 | 伍乐城 | 袁婭維；（歌曲原唱：陳泳彤） |
| 2.   | 体面（插曲）       | 唐恬   | 于文文 | 于文文                       |